# Eastern Washington
Washington-Est (Eastern Washington) est la région de l'État de Washington, se trouvant à l'est de la chaîne des Cascades.
Cette chaine montagneuse coupe l'État en deux régions distinctes : à l’ouest, la côte est une zone humide et fraîche avec un climat océanique doux ou de « breton », à l’est, les terres sont plus chaudes et sèches en été.
Comparé au Western Washington, l'Eastern Washington a une taille deux fois plus grande mais avec une population trois fois moindre. Selon le recensement de 2004, sa population est estimée à 1.371.802, moins nombreuse que le seul comté de King (Seattle). Les taux de croissance de population de l'est et de l'ouest de l'État sont les mêmes. Sur les 9 districts congressionnels que compte l'État de Washington, deux sont compris dans l'Eastern Washington, le 4e et le 5e, sauf une petite portion du 4e compris dans le comté de Skamania.
Alors qu'a l'ouest, la population, essentiellement urbaine, est attachée aux valeurs libérales et hédonistes et que l'économie repose sur les nouvelles technologies, à l'est les mentalités sont davantage marquées par les valeurs chrétiennes et conservatrices. Les habitants appellent ainsi quelquefois la chaîne des Cascades « le rideau de fer », par allusion à la division de l’Europe à l’époque de la guerre froide. À l'élection gouvernatoriale de 2004, la région a voté à 59 % pour le républicain Dino Rossi (en), tandis que l'ouest a voté à 53 % pour la démocrate Christine Gregoire.
Il y a des tentatives sporadiques pour la création d'un 51e État par scission de l'Eastern Washington du reste de l'État de Washington mais ces propositions dépassent rarement le stade des comités de la législature de l'État. Des propositions récentes ont été faites en 1996, 1999 et 2005. Parmi les noms proposé pour le nouvel État, on peut citer « État de Lincoln », « Columbia » ou simplement « Eastern Washington ». Beaucoup de ces propositions incluaient le rattachement de l'Idaho Panhandle, la pointe nord de l'État voisin de l'Idaho. 
L'Eastern Washington comprend les comtés d'Adams, Asotin, Benton, Chelan, Columbia, Douglas, Ferry, Franklin, Garfield, Grant, Kittitas, Klickitat, Lincoln, Okanogan, Pend Oreille, Spokane, Stevens, Walla Walla, Whitman et Yakima.

## Villes notables
- Cheney — abrite l'Eastern Washington University
- Clarkston
- Colfax
- Dayton
- Ellensburg — abrite la Central Washington University
- Ephrata
- Moses Lake
- Pullman — abrite la Washington State University
- Spokane — plus grande ville, abrite la Whitworth University et aussi la Gonzaga University
- Spokane Valley
- Tri-Cities — qui comprend Kennewick, Richland et Pasco
- Walla Walla
- Wenatchee
- Yakima